# 飛鳥井雅昭
飛鳥井 雅昭（あすかい まさあき）は、アメリカ合衆国の実業家。ムービーテレビジョンの創設者の1人。

## 来歴
飛鳥井一族。広島大学を卒業後、アメリカに渡り、カリフォルニア大学ロサンゼルス校で学ぶ。UCLA卒業後は三船敏郎に売り込みをかけ、エージェントとなる。『グラン・プリ』では自身も出演したが、三船が英語の演技に疲労し帰国した為、仕事を失う。
その後、20世紀FOXが日本のビデオフィルムと『ミクロの決死圏』の放映権獲得に関するトラブルを解決する交渉を行う為の通訳として雇われる。そこでビデオフィルムか派遣された諸橋健一と知り合う。アメリカ滞在中の諸橋の通訳の仕事も引き受けた飛鳥井は諸橋にトラブル解決のために必要な事を話し合い、結果としてビデオフィルムとFOXは話をまとめることに成功する。これがきっかけとなり、飛鳥井は諸橋と一緒に仕事をすることになる。
1984年、諸橋がビデオフィルムから独立しムービーテレビジョンを設立した際に出資し、諸橋とともに代表取締役となる。諸橋とともに世界のフィルムマーケットを回り人脈を広げ、放映権の取得を手掛けた。
WOWOW設立の際、岡田茂から招かれ、WOWOWプログラミングの社長を4年間務め、日本のペイテレビの第一人者と評される。
2001年にムービーテレビジョンが上場した際、日本在住ではない人物が代表権を持つことが問題視され、非常勤取締役となる。
飛鳥井がアメリカ国籍を持ち、アメリカ人として日本の企業と仕事をしているからこそ、日本とアメリカの企業が上手くやり取りが出来ていると諸橋健一は述べている。

## 参加作品
- グラン・プリ Grand Prix(1968) - 出演：通訳 役[2]※ノンクレジット
- 太平洋の地獄 Hell in the Pacific(1968) - アディショナル・クルー
- レッド・サン Red Sun(1971)- アディショナル・クルー